# حي السوق (حضرموت)
حي السوق هو أحد أحياء عزلة تريم التابعة لمديرية تريم في محافظة حضرموت اليمنية. يبلغ تعداد سكانه 5510 نسمة حسب التعداد السكاني في اليمن لعام 2004.